# Territorialprälatur Trondheim
Die Prälatur Trondheim (oft auch mit dem alten Namen Mittelnorwegen bezeichnet; lateinisch Praelatura Territorialis Trudensis, norwegisch Trondheim stift) ist eine römisch-katholische Territorialprälatur mit Sitz in Trondheim. Sie wird von einem Bischof geleitet, hat aber nicht den Status einer Diözese. Da der Begriff Prälatur in Norwegen unbekannt ist, wird dort die Bezeichnung Stift verwendet. In der Praxis funktioniert sie wie eine Diözese.

## Geschichte
Die erste organisierte katholische Aktivität in Trondheim nach der Reformation geschah 1844, als fünf Katholiken in der Stadt um den Besuch eines Priesters aus Oslo baten. 1872 wurde die erste Gemeinde gegründet.
1931 wurde mit dem Breve Supremi Apostolatus durch Pius XI. das Apostolische Vikariat Norwegen in drei Jurisdiktionsbezirke aufgeteilt, und Mittelnorwegen wurde so zum Missionsdistrikt. 1935 wurde dieser mit der Bulle Digna sane durch Pius XII. zur Apostolischen Präfektur erhoben, am 4. Februar 1953 mit der Bulle Sollemne est Nobis zum Vikariat und am 28. März 1979 mit der Bulle Cum Nobis durch Johannes Paul II. schließlich zur Territorialprälatur.

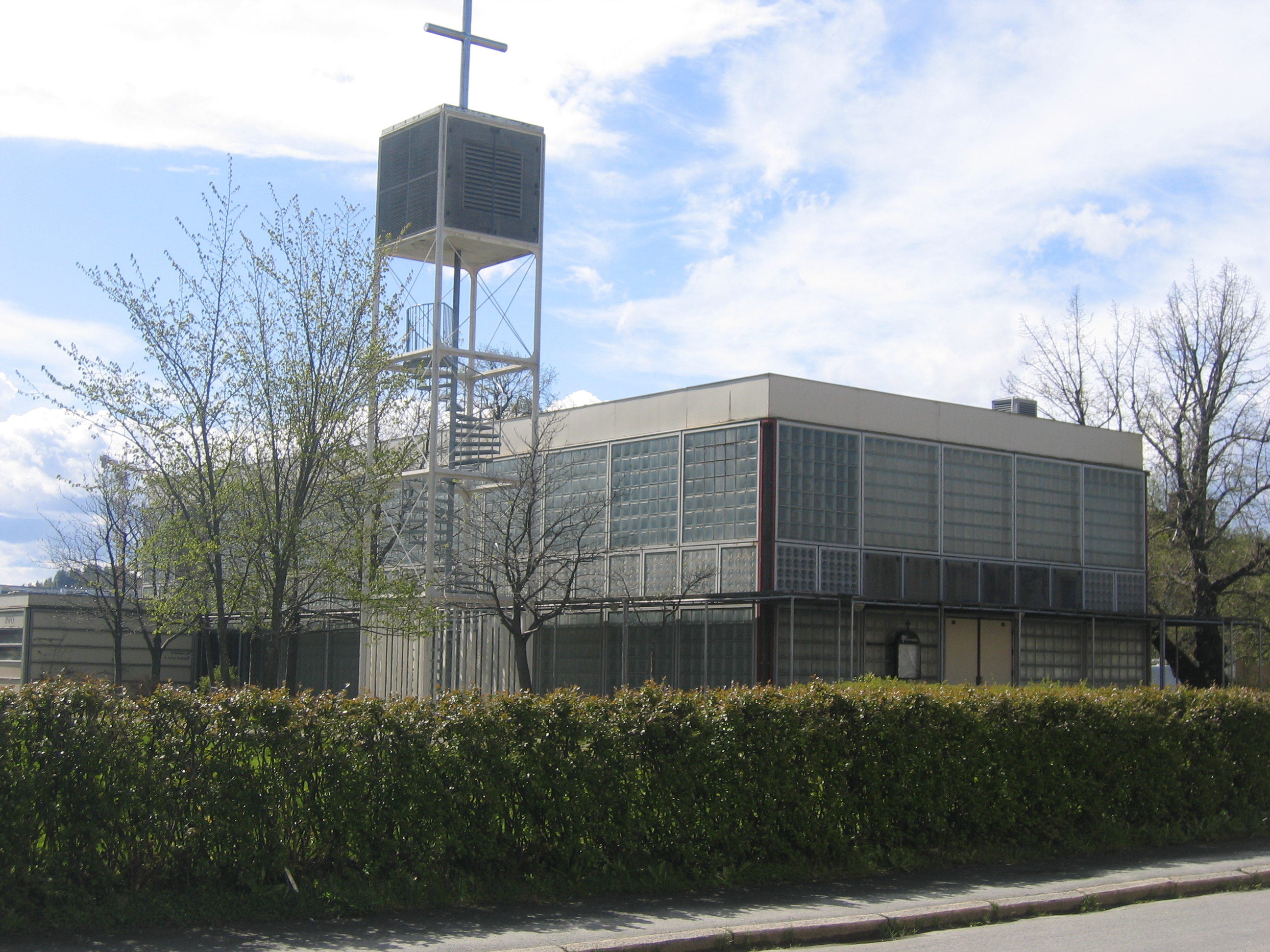
Sankt Olav domkirke in Trondheim 1973–2014

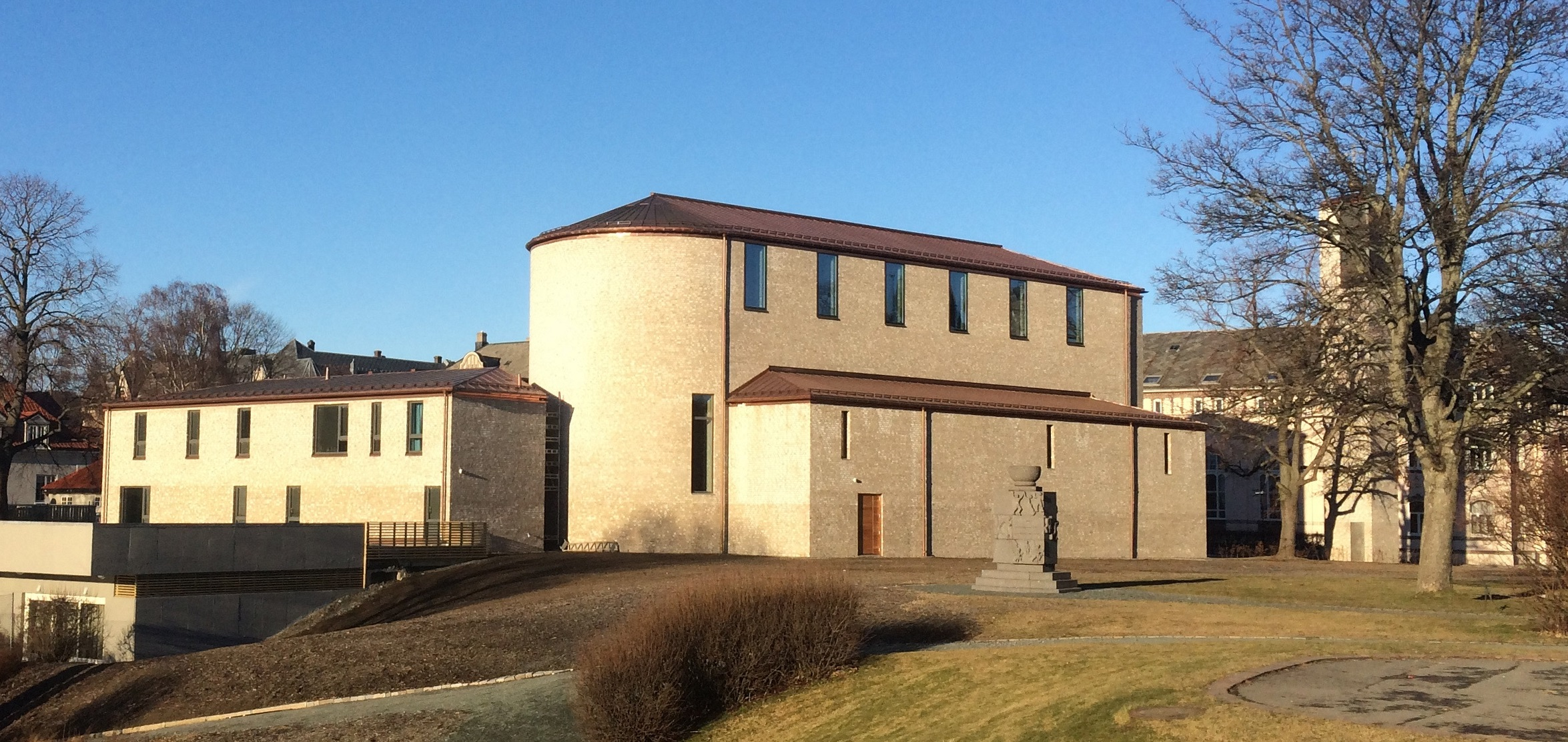
Sankt Olav domkirke in Trondheim von 2016

Am 25. Mai 2014 wurde die 1973 errichtete St.-Olav-Kirche profaniert, weil sie für die gewachsene Kirchengemeinde zu klein geworden war. Anschließend wurde die baufällige Kirche abgerissen. 2015 begann nach Plänen des Architekten Jan Morten Breidablikk der Bau der heutigen St.-Olav-Kirche, die am 19. November 2016 geweiht wurde.

## Pfarreien
Die Prälatur umfasst Pfarreien in Trondheim, Kristiansund, Levanger, Molde und Ålesund.

## Oberhirten

### Superiore von Mittelnorwegen (1931–1935)
- 1931–1932 Henrik Irgens (Apostolischer Administrator)
- 1932–1935 Cyprian Witte SSCC

### Apostolische Präfekten von Mittelnorwegen (1935–1953)
- 1935–1945 Cyprian Witte SSCC
- 1945–1953 Antonius Deutsch SSCC

### Apostolische Vikare von Mittelnorwegen (1953–1979)
- 1953–1974 Johannes Rüth SSCC
- 1974–1979 Gerhard Schwenzer SSCC

### Prälaten von Trondheim
- 1979–1983 Gerhard Schwenzer SSCC
- 1983–1988 Gerhard Schwenzer SSCC (Administrator, Sedisvakanz)
  - 1988–1997 Georg Müller SSCC (Administrator, Sedisvakanz)
- 1997–2009 Georg Müller SSCC (Bischofsprälat)
  - 2009–2020 Bernt Ivar Eidsvig CRSA (Administrator, Sedisvakanz)
- seit 2019 Erik Varden OCSO